# Schlierbach (Brachttal)
Schlierbach ist, vor Udenhain, Hellstein, Neuenschmidten, Spielberg und Streitberg der nach Einwohnerzahl größte der sechs Ortsteile der Gemeinde Brachttal im hessischen Main-Kinzig-Kreis. Die Gemeindeverwaltung hat ihren Sitz in Schlierbach.

## Geographie

### Geographische Lage
Schlierbach liegt am südlichen Rand des Vogelsberges, am rechten Ufer der Bracht. Durch den Ort führt die Bundesstraße 276 (B276). Von 1898 bis 1967 fuhr die Vogelsberger Südbahn durch Schlierbach, die Wächtersbach mit Hartmannshain im Vogelsberg verband.

### Nachbargemeinden
Schlierbach grenzt im Norden an Neuenschmidten, einen weiteren Ortsteil Brachttals, der an der B276 liegt, die dann weiter nach Birstein führt. Nach Süden, der gleichen Bundesstraße folgend, gelangt man nach Hesseldorf, einem Ortsteil Wächtersbachs. Nach Nordosten führt schließlich die Landesstraße 3443 heraus zu den Brachttaler Ortsteilen Hellstein und Udenhain.
| Neuenschmidten | Neuenschmidten                              | Hellstein            |
| Spielberg      | Kompassrose, die auf Nachbargemeinden zeigt | Udenhain             |
| Wittgenborn    | Hesseldorf, Wächtersbach                    | Bad Soden-Salmünster |

## Geschichte

### Mittelalter

#### Ortsname
Die älteste bekannte Erwähnung von Schlierbach erfolgte im Jahr 1276 unter dem Namen „Slierbach“, als der römisch-deutsche König Rudolf I. von Habsburg dem Grafen von Weilnau für seine Burgmannen-Dienste an der Burg Gelnhausen dankte. Weitere historische Erwähnungen erfolgten unter den Ortsnamen (in Klammern das Jahr der Erwähnung): Slirbach (1377) und Schlerbach (1529). Der Name des Ortes wird wie folgt gedeutet: Während der zweite Namensteil auf die Lage an einem Bach oder fließenden Gewässer (der Bracht) hinweist, wird das „slier“ in Slierbach als Lehm, Ton, schm
ieriges Wasser gedeutet.

#### Die Herrschaft
Ab 1332 ging Schlierbach, mit Heinrich II. von Isenburg beginnend, schrittweise in Isenburgischen Besitz über. Diether I. von Ysenburg in Büdingen war es, der 1460 den Auftrag zur Errichtung einer Kapelle aus Holz gab, der Vorläuferin der späteren Ortskirche.
Vom Mittelalter bis ins 19. Jahrhundert hatte der Ort Waldrechte (Holz- und Huterechte) im Büdinger Wald.
1529 zählte man in Schlerbach 65 Häuser. Im Dreißigjährigen Krieg wurde die seit Graf Anton von Isenburg evangelische Kapelle vernichtet. Bereits 1656 entstand jedoch eine neue evangelische Kirche. Sie erhielt 1865, für den inzwischen gewachsenen Ort, eine Westerweiterung. 1959 kam im Ort die katholische Herz-Jesu-Kirche hinzu.

### Neuzeit

#### Ysenburg bis Preußen
Wenngleich Schlierbach auch durchgehend Isenburgisch blieb, so wechselte doch die Verwaltung häufig. Ab 1787 war es innerhalb der Grafschaft Isenburg-Wächtersbach zum Amt Wächtersbach und Gericht Spielberg zugehörig. Ab 1806 zählte es zum Fürstentum Isenburg, Amt Wächtersbach, Gericht Spielberg. Nach der Napoleonischen Zeit und dem Wiener Kongress war es von 1816 bis 1867 beim Kurfürstentum Hessen und nach dem Deutschen Bruderkrieg ab 1867 beim Königreich Preußen, Provinz Hessen-Nassau.

#### Gebietsreform
Zum 1. Juli 1970 entstand im Zuge der Gebietsreform in Hessen durch den freiwilligen Zusammenschluss der bis dahin selbstständigen Gemeinden Schlierbach, Hellstein und Neuenschmidten die neue Gemeinde Brachttal. Später kamen am 1. Februar 1971 Spielberg und Streitberg hinzu. Am 1. Juli 1974 wurde, als letzte Teilgemeinde Brachttals, die bis dahin selbstständige Gemeinde Udenhai kraft Landesgesetz in die Gemeinde Brachttal eingegliedert. Für Schlierbach wie für alle eingegliederten ehemals eigenständigen Gemeinden von Brachttal, wurde ein Ortsbezirk mit Ortsbeirat und Ortsvorsteher nach der Hessischen Gemeindeordnung gebildet.

## Bevölkerung
Einwohnerstruktur 2011
Nach den Erhebungen des Zensus 2011 lebten am Stichtag, dem 9. Mai 2011, in Schlierbach 1686 Einwohner. Darunter waren 162 (9,6 %) Ausländer. Nach dem Lebensalter waren 288 Einwohner unter 18 Jahren, 708 zwischen 18 und 49, 369 zwischen 50 und 64 und 318 Einwohner waren älter. Die Einwohner lebten in 696 Haushalten. Davon waren 189 Singlehaushalte, 204 Paare ohne Kinder und 231 Paare mit Kindern, sowie 63 Alleinerziehende und 9 Wohngemeinschaften. In 141 Haushalten lebten ausschließlich Senioren und in 471 Haushaltungen lebten keine Senioren.
Einwohnerentwicklung
- 1529: 65 Häuser[1]

| Schlierbach: Einwohnerzahlen von 1834 bis 2020 | Schlierbach: Einwohnerzahlen von 1834 bis 2020 | Schlierbach: Einwohnerzahlen von 1834 bis 2020 | Schlierbach: Einwohnerzahlen von 1834 bis 2020 | Schlierbach: Einwohnerzahlen von 1834 bis 2020 |
| --- | ---------------------------------------------- | ---------------------------------------------- | ---------------------------------------------- | ---------------------------------------------- |
| Jahr |                                                |                                                |                                                | Einwohner                                      |
| 1834 | 1834                                           |                                                | 372                                            | 372                                            |
| 1840 | 1840                                           |                                                | 416                                            | 416                                            |
| 1846 | 1846                                           |                                                | 471                                            | 471                                            |
| 1852 | 1852                                           |                                                | 455                                            | 455                                            |
| 1858 | 1858                                           |                                                | 472                                            | 472                                            |
| 1864 | 1864                                           |                                                | 507                                            | 507                                            |
| 1871 | 1871                                           |                                                | 572                                            | 572                                            |
| 1875 | 1875                                           |                                                | 581                                            | 581                                            |
| 1885 | 1885                                           |                                                | 637                                            | 637                                            |
| 1895 | 1895                                           |                                                | 806                                            | 806                                            |
| 1905 | 1905                                           |                                                | 960                                            | 960                                            |
| 1910 | 1910                                           |                                                | 945                                            | 945                                            |
| 1925 | 1925                                           |                                                | 972                                            | 972                                            |
| 1939 | 1939                                           |                                                | 903                                            | 903                                            |
| 1946 | 1946                                           |                                                | 1.422                                          | 1.422                                          |
| 1950 | 1950                                           |                                                | 1.419                                          | 1.419                                          |
| 1956 | 1956                                           |                                                | 1.281                                          | 1.281                                          |
| 1961 | 1961                                           |                                                | 1.237                                          | 1.237                                          |
| 1967 | 1967                                           |                                                | 1.327                                          | 1.327                                          |
| 1970 | 1970                                           |                                                | 1.331                                          | 1.331                                          |
| 1980 | 1980                                           |                                                | ?                                              | ?                                              |
| 1990 | 1990                                           |                                                | ?                                              | ?                                              |
| 2000 | 2000                                           |                                                | ?                                              | ?                                              |
| 2011 | 2011                                           |                                                | 1.686                                          | 1.686                                          |
| 2020 | 2020                                           |                                                | 1.681                                          | 1.681                                          |
| Datenquelle: Historisches Gemeindeverzeichnis für Hessen: Die Bevölkerung der Gemeinden 1834 bis 1967. Wiesbaden: Hessisches Statistisches Landesamt, 1968. Weitere Quellen: ; Zensus 2011 |                                                |                                                |                                                |                                                |

## Religion

### Jüdisches Leben in Schlierbach
Die relativ kleine Gruppe jüdischer Einwohner Schlierbachs wurde von der Synagogengemeinde in Hellstein mitversorgt. In Hellstein gab es eine jüdische Schule und ein rituelles Bad. Verstorbene jüdische Bewohner wurden auf dem Friedhof in Birstein beigesetzt. 1835 lebten fünf Juden in Schlierbach, 1861 sieben und 1905 waren es 14. Zwei jüdische Mitbewohner, Moses Buxbaum und Meyer Kahn, fielen für Deutschland im Ersten Weltkrieg. 1924 lebten 24 Gemeindemitglieder in Schlierbach (bei über 800 Einwohnern insgesamt). Unter den Gemeindevorstehern Ludwig Moritz und Jonas Grünebaum war der Schlierbacher Max Fürth Schriftführer. Während der NS-Zeit starben Ernst und Rudolf Buxbaum, Sofie Buxbaum geb. Kahn, Emilie Grünebaum geb. Sonn, Rosa Kahn, Irma und Max Kaufmann, Jenny Morgenthau geb. Sonn, Adelheid Oppenheimer, Max Sonn und Else Strauß geb. Sonn.
Nach dem Krieg, im Jahr 1946, lebten in Schlierbach 1422 Menschen, darunter allerdings keine Juden mehr.

### Kirchen und Kirchengemeinden
Um das Jahr 900 gehörte Schlierbach kirchlich zu Salmünster. Ungefähr vom Jahr 1000 bis zur Reformationszeit war die Kirchengemeinde, wenn auch die Herrschaft zeitweise wechselte, stets mit Udenhain verbunden. 1947 wurden Udenhain und Schlierbach Teil der Kirchengemeinde Unterreichenbach. Später waren Schlierbach und Hellstein eine Gemeinde, bis Schlierbach schließlich im Jahr 1901 kirchlich selbstständig wurde.
Anlässlich der Kirchensanierung 1961 erhielt die Kirche in Schlierbach den Namen Friedenskirche. Vorübergehend in Vergessenheit geraten kam der Name später wieder in Gebrauch. Die Kirchengemeinden Schlierbach, Hellstein und Udenhain sind seit dem 1. Januar 2010 zur evangelischen Martins-Kirchengemeinde Brachttal fusioniert.
Die Marienglocke der Friedenskirche läutet seit 1520 für die Gläubigen der Gemeinde Schlierbach. Ihr Geläut wurde 2020 in die nationale Glocken-Datenbank aufgenommen. Es kann dort jederzeit aufgerufen werden.
Ab 1904 genehmigte der Fürst von Isenburg der katholischen Bevölkerung in Schlierbach die Feier einer Messe im Monat. Mangels eines Kirchenraumes behalf sich die katholische Gemeinde am Anfang mit einem ehemaligen Geräteschuppen in der Steingutfabrik. Der Zuzug katholischer Flüchtlinge nach dem Zweiten Weltkrieg machte 1947 die Installation eines katholischen Seelsorgers erforderlich. 1959 wurde eine Herz-Jesu-Kirche in Schlierbach eingeweiht. Für die geistliche Betreuung ist die Gemeinde an die Pfarrei Mariä Himmelfahrt in Wächtersbach angegliedert. Die Mitte der 1990er Jahre festgestellte Sanierungsbedürftigkeit der Filialkirche führte letztlich zum Beschluss für einen Neubau. Die neu errichtete Herz-Jesu-Kirche wurde am 11. Mai 1997 eingeweiht. Im Jahr 2006 wurde Brachttal dem Pastoralverbund St. Jakob eingegliedert.

### Historische Religionszugehörigkeit
| • 1885: | 316 evangelische (= 96,23 %), 15 katholische (= 2,35 %), 9 jüdische (= 1,41 %) Einwohner |
| • 1961: | 982 evangelische (= 79,39 %), 236 katholische (= 19,08 %) Einwohner                      |

## Politik
Ortsbeirat
Für Schlierbach besteht ein Ortsbezirk (Gebiete der ehemaligen Gemeinde Schlierbach) mit Ortsbeirat und Ortsvorsteher nach der Hessischen Gemeindeordnung.
Der Ortsbeirat besteht aus fünf Mitgliedern. Seit den Kommunalwahlen 2016 gehören ihm zwei Mitglieder der Freien Wähler, zwei Mitglieder der SPD und ein Mitglied der CDU an. Der Ortsvorsteher ist Christian Klas (FWB).

## Infrastruktur und Wirtschaft

### Verkehrsanbindung

#### Straße
Quer durch den gesamten Ort verläuft die Bundesstraße 276, die Deutsche Ferienroute Alpen–Ostsee, die von Mücke im Vogelsberg bis Lohr am Main im Spessart führt. Sie verbindet den Ort im Süden mit Hesseldorf, einem Ortsteil von Wächtersbach, im Norden über den Ortsteil Neuenschmidten mit Birstein. Der nächste Autobahnanschluss ist (AS 45) Bad Orb-Wächtersbach an der A 66 (Frankfurt–Fulda).

#### Bahn
Der nächste Bahnhof befindet sich in Wächtersbach an der Bahnstrecke Frankfurt–Göttingen. Hier verkehrt die Regionalbahn, im Bereich Wächtersbach–Frankfurt im Stundentakt. Der Bahnhof ist behindertengerecht ausgebaut. Bis zu deren Stilllegung 1967 besaß Schlierbach einen eigenen Bahnhof an der Vogelsberger Südbahn.

#### Fahrrad
Schlierbach liegt am Vogelsberger Südbahnradweg, der Wächtersbach mit Hartmannshain verbindet. Es besteht Anschluss an den Hessischen Radfernweg R3. Dieser führt als „Rhein-Main-Kinzig-Radweg“ von Rüdesheim nach Tann in der Rhön. Weiterhin besteht Anschluss an den Vulkanradweg.
In Schlierbach besteht auch Anschluss an den Vogelsberger Vulkan Express, einem Fahrradbus. In Bad Orb beginnend, verkehrt er entlang des Vulkanradweges, von Anfang Mai bis Ende Oktober an Samstagen, Sonn- und Feiertagen. Die Endhaltestellen der Linie sind Bad Orb und Hoherodskopf. Es gelten die Tarife des Rhein-Main-Verkehrsverbundes.

### Nahverkehr
Ganzjährig verkehren in Schlierbach mehrere Buslinien der KVG. Sie schaffen mit den Linien MKK 71, MKK 72 und MKK 73 öffentliche Verkehrsanschlüsse zu allen Ortsteilen der Gemeinde Brachttal, nach Wächtersbach mit der Kinzigtalbahn (Hessen) (Bahnhof Wächtersbach) sowie nach Bad Soden-Salmünster, weiterhin zum Bahnhof Gelnhausen. Es gilt der Tarif des Rhein-Main-Verkehrsverbundes.

### Dorfgemeinschaftshaus
Das Dorfgemeinschaftshaus in Schlierbach verfügt über einen großen bis zu 122 Personen fassenden Saal, mit 122 m² und einer 36 m² großen Bühne sowie eine Rathaus-Schänke. Ein Nebenraum hat 26 m². Neben der kommunalen Nutzung kann die Einrichtungen auch für private Veranstaltungen aller Art, Familienfeiern, Präsentationen, Seminare und Ähnliches gebucht werden.

### Freiwillige Feuerwehr
Die Freiwillige Feuerwehr Schlierbach wurde ursprünglich 1875 als „Schutzwache der Steingutfabrik“ gegründet. Später wurde sie organisatorisch zur örtlichen Feuerwehr mit eigenem Stützpunkt umgestaltet. Sie ist damit eine der ältesten Feuerwehren des Kreises Gelnhausen. Schon 1964 kam eine Jugendfeuerwehr und 2010 die „Bambinifeuerwehr“ (Kinderfeuerwehr) hinzu. Heute verfügt die Einsatzabteilung über 35 Personen, die Jugendfeuerwehr über 8 Personen und die Kindergruppe zählt 15 Mitglieder.

### Unternehmen

#### Die Keramik

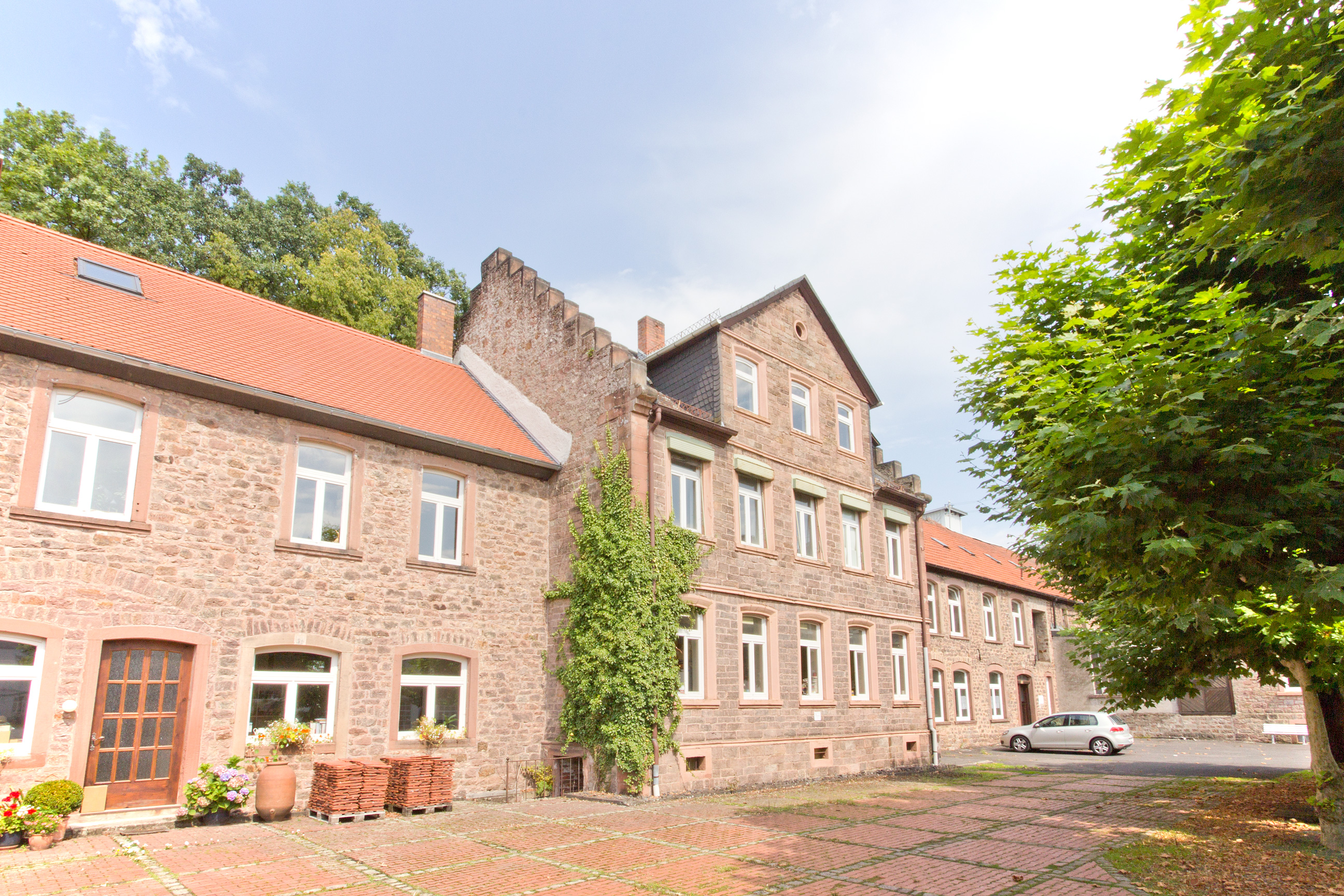
Verwaltungsgebäude der Waechtersbacher Keramik

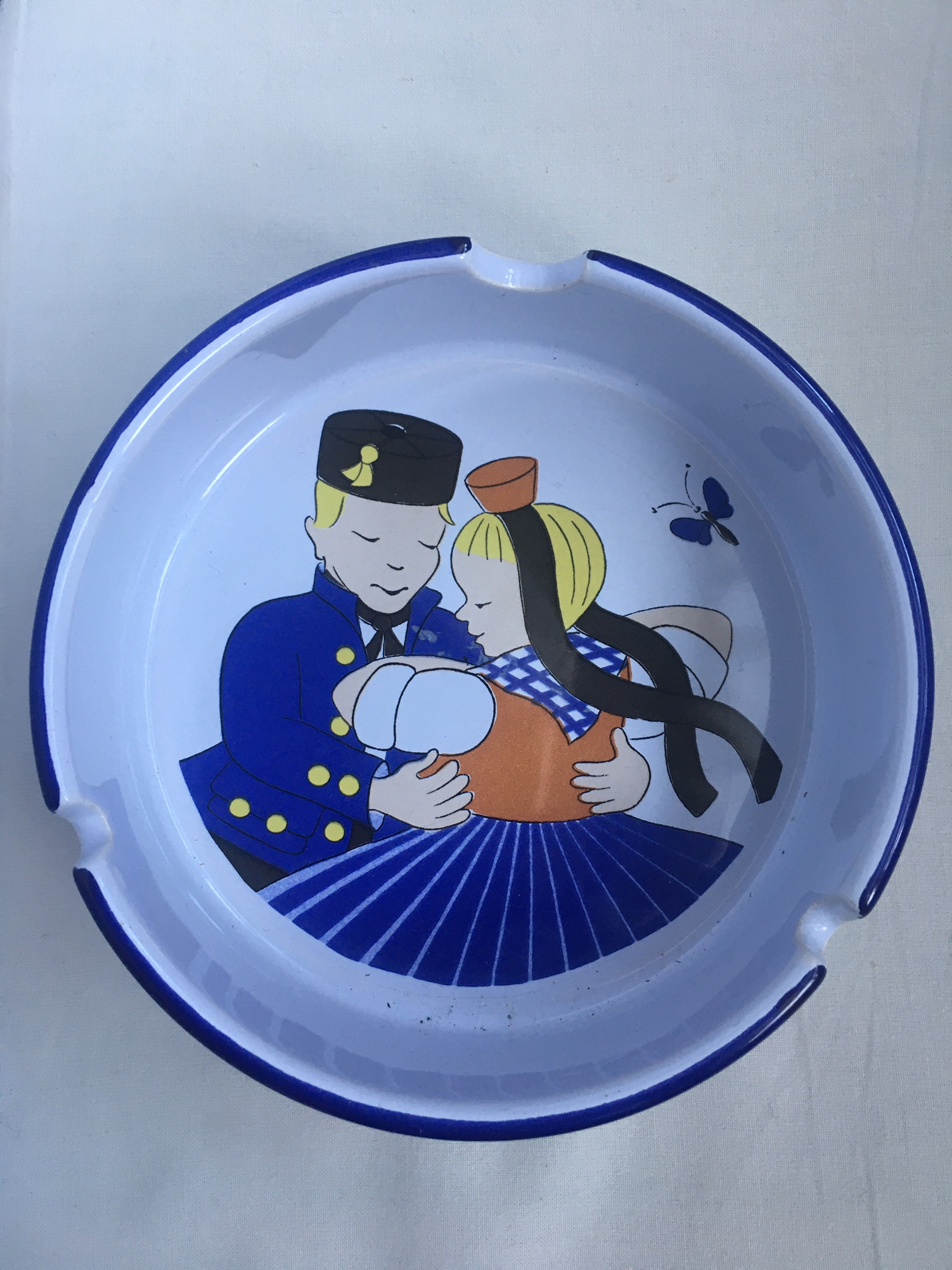
Waechtersbacher Keramik, Dekor-Tanzendes Hessenpaar, Design Ursula Fesca

Nachdem man 1829 im Revier Leite des Forstes Schlierbach weißen Ton entdeckte, gründete Graf Adolf II. zu Ysenburg-Wächtersbach, gemeinsam mit anderen Teilhabern am 8. Juni 1832 in Weilers eine keramische Fabrik, die Waechtersbacher Keramik. In der Nähe fanden sich auch weitere, für die Herstellung von Keramik notwendige Mineralien, wie Kiesel, Kalktuff und weißer Sand. 1833 gelang den Gesellschaftern der Erwerb der Schlierbacher Mühle. Zum 1. Januar 1834 wurde die Produktion des Werkes von Weilers nach Schlierbach verlegt. Zu dieser Zeit hatte der Ort 372 Einwohner. 1856 übernahm Graf Ferdinand Maximilian III. von Ysenburg-Wächtersbach alle Gesellschafteranteile der Firma.
Mit dem Auftreten von Keramikprodukten aus Schlierbach auf dem Markt ergab sich schon bald ein Wettbewerb, der zur Verdrängung von Töpferprodukten aus dem benachbarten Wittgenborn führte. In dieser prekären Situation nahmen die Töpfer gern die sich bietende neue Erwerbsquelle in der wachsenden Keramikfabrik an. Sie brachten gleichzeitig wichtiges Fachwissen in die Firma ein. Bald wurde die Waechtersbacher Keramik „zum wichtigsten Arbeitgeber für viele Wittgenbörner Bürger“. Es entstand der „Schlierbacher Fabriksweg“, ein etwa 40-minütiger Fußweg zwischen Wittgenborn und Schlierbach, für die zu Fabrikarbeitern gewordenen ehemaligen Töpfer. Auf diesem Wege brachten aber auch die Ehefrauen der „Fabriker“, wie sie genannt wurden, jeden Mittag ihren Männern in Henkelgefäßen das Mittagessen. Am Waldrand, oberhalb von Schlierbach hatten diese sich durch Aufstellen von Bänken einen „Picknickplatz“ eingerichtet.
Einen besonderen Schub für die Entwicklung des Ortes, der Region und des Unternehmens bedeutete die Inbetriebnahme der Vogelsberger Südbahn im Jahr 1898. Sie verband Schlierbach auf einem zweiten Weg mit Wächtersbach im Kinzigtal und Birstein im Vogelsberg und schuf auch die logistische Voraussetzung für die in dieser Zeit erfolgende dynamische Entwicklung der Waechtersbacher Keramik. Das Unternehmen beschäftigte um die Jahrhundertwende 1900 bereits etwa 800 Menschen, bei einer Bevölkerung von etwa 900 Personen in Schlierbach.
Zu einer besonderen künstlerischen Blüte kam es in den Jahren von 1900 bis 1920. Besonders Christian Neureuther, als Gründer des Keramischen Ateliers Wächtersbach Christian Neureuther und Leiter der künstlerischen Abteilung, brachte Keramik im Wächtersbacher Jugendstil hervor, die von ganz besonderem Wert ist. In Neureuthers Nachfolge erarbeitete Ursula Fesca (1900–1975) von 1931 bis 1939 und von 1947 bis 1965 einen neuen und ganz eigenen Stil („Fesca-Stil“), der sich durch moderne Form, die am Bauhaus-Stil angelehnt waren, sich durch Schlichtheit, Zeitlosigkeit und Sachlichkeit auszeichneten. Sehr populär waren auch Fescas hessische Trachtenmotive.
Die Waechtersbacher Keramik arbeitete bis 2011. Im Sommer 2018 kaufte der Main-Kinzig-Kreis das Firmenarchiv der „Waechtersbacher Keramik“.

## Kultur und Sehenswürdigkeiten

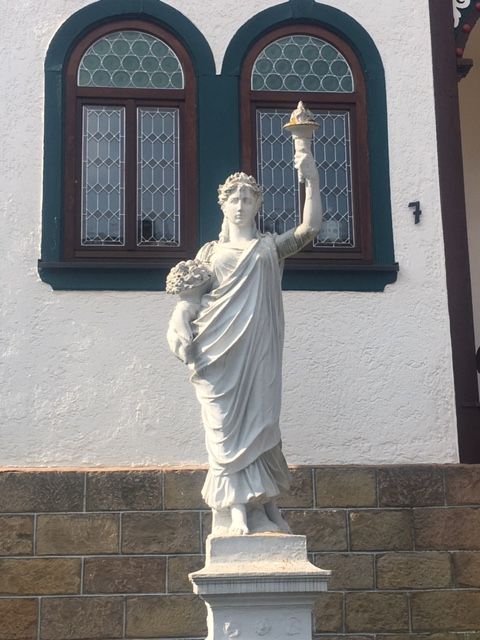
Fortuna, Glücksgöttin (C. Neureuther um 1890), vor der Villa von Christian Neureuther

### Bildung

#### Kinderbetreuung
Der Kindergarten Regenbogen im Ortsteil Neuenschmidten verfügt über 3 Gruppen, in dem bis zu 55 Kinder ab 3 Jahren bis zum Schulbeginn betreut werden.
Ebenso wie der Kindergarten Regenbogen befindet sich auch die benachbarte Kita Schatzkiste in städtischer Trägerschaft.

#### Schulen
Ende der 1950er Jahre kamen die damals noch unabhängigen Gemeinden Schlierbach mit den Nachbargemeinden Hellstein und Neuenschmidten überein, eine größere „Zentralschule“ zu bauen. Die in den Orten vorhandenen „einklassigen Schulen waren in einem schlechten Zustand“. Die neue, an der Grenze zwischen Schlierbach und Neuenschmidten liegende Schule wurde am 12. Januar 1961 eingeweiht. Schon bald (1966) erfolgte, wegen des raschen Wachstums der Schülerzahlen, eine erste Erweiterung. Weitere folgten 1990 und 2003.
Die Schule entwickelte sich nach und nach von einer Schule mit Primar- und Sekundarstufe zu einer reinen Grundschule. Eine weiterführende Schule für Schlierbach, wie für die anderen Brachttaler Ortsteile, ist die im Stadtzentrum von Wächtersbach befindliche kooperative Gesamtschule, die Friedrich-August-Genth-Schule. Ein Gymnasium, das Grimmelshausen-Gymnasium, ist in Gelnhausen. Die Ortsteile sind mit Buslinien an das Schulzentrum Wächtersbach angebunden.

### Bauwerke
- Gebäude der Wächtersbacher Keramik
- Ehemalige Villa von Christian Neureuther

### Brauchtum und Erinnerung

#### Das Franzosenloch
Bis heute erinnert die Senke zwischen Hesseldorf und Schlierbach, Franzosenloch genannt, im Volksgedächtnis an die Napoleonische Zeit. Hier soll im November 1813 ein französischer Soldat beim Rückzug der Französischen Armee, nach der verlorenen Völkerschlacht bei Leipzig, von einem Schlierbacher Bauern erschlagen worden sein. Vorausgegangen war bereits einmal ein Durchzug des französischen Heeres im September des Jahres 1796, der den örtlichen Pfarrer Heyl in seiner Eintragung im Kirchenbuch zu drastischen Worten wie barbarische Horden und unmenschlich veranlasste.

#### Der große Streik 1903–1904
Der große Streik in der Waechtersbacher Keramik war eines der einschneidendsten Ereignisse in der Geschichte der Gemeinde Schlierbach, das überregional ausstrahlte. Davon betroffen waren auch Nachbargemeinden, deren Bewohner zum Teil Mitarbeiter der Keramik waren. Allein die Dauer des Streiks war mit gut 8 Monaten außergewöhnlich.
Die ungünstige wirtschaftliche Lage schon bei der Übernahme der Direktion der Waechtersbacher Keramik durch Max Ehrlich 1902 sowie die Überbeschäftigung und die Veralterung der Anlagen, veranlassten ihn, eine Reihe von Gegenmaßnahmen einzuleiten. Dazu zählten Lohnkürzungen, Beschäftigung von Facharbeitern unter ihrer Qualifikation und zu geringerem Lohn bei Hofarbeiten und mit Umbaumaßnahmen begründete einzelne Entlassungen. Auf Streikandrohungen folgten Vermittlungsversuche, in die Landrat Albert Heinrich von Gröning, Fürst Friedrich Wilhelm zu Ysenburg und Büdingen und Georg Wollmann, der Vorsitzende des Berliner Porzellanarbeiterverbandes eingebunden waren, aber auch der Schlierbacher Pfarrer Römheld.
Und so begann am 19. Oktober 1903 um 12 Uhr der Ausstand. Von 456 Arbeitern und 46 Beamten traten 305 in den Streik. Eine der ersten Maßnahmen gegen die Streikenden, die eine erhebliche Wirkung hatten, war die Kündigung der Mitgliedschaft in der Pensionskasse sowie der Hypotheken bei der Fabriksparkasse. Pfarrer Römheld und Anderen gelang es die sofort fälligen 90.000 Mark für die 60 betroffenen Schuldner aufzubringen.
Es folgten 8 Monate erfolgloser Vermittlungsinitiativen von vielen Seiten und von der Firmenleitung, als Gegenmaßnahme die intensive Anwerbung von Mitarbeitern sowie eine Presseschlacht gegen die Streikenden und deren Zahlstelle. Arbeitsräume der Firma wurden mit Militärbetten bestückt, um Arbeitswillige zu beherbergen und sechs Gendarmen in der Fabrik stationiert. Ein Sonderzug nach Orb wurde eingerichtet, um weitere Quartiere für Arbeitswillige zu erschließen. Max Ehrlich führte nach eigener Aussage einen: „Kampf gegen die Sozialdemokratie“, deren Kosten er als „Kriegskosten“ bezeichnete.
Auf der Seite der Streikenden wuchs der Druck und die Not, da die „Sonderzahlungen der 8.000 Verbandsmitglieder für die Schlierbacher Kollegen ausliefen“ und nicht alle von ihnen hatten ein Zubrot durch eine eigene Landwirtschaft. Auch persönliche Auseinandersetzungen zwischen Arbeitswilligen und Streikenden blieben nicht aus. Das soziale Klima in Schlierbach hat erheblich gelitten.
Schließlich teilte der Zahlstellenvorsitzende am 25. Juni 1904 Direktor Ehrlich mit, dass die Streikenden beschlossen haben, den Ausstand zu beenden. Es war eine Kapitulation zu Bedingungen der Firmenleitung. Wenige der Streikenden konnten sofort ihre Arbeit aufnehmen, 190 Weitere mussten sich anderweitig nach einem neuen Arbeitsplatz umsehen. Einige haben ihr Haus verloren, viele mussten weit entfernt einen neuen Arbeitsplatz suchen, wenige wanderten sogar nach Amerika aus. Die Zahlstelle in Schlierbach wurde aufgelöst.
Eine aus der Streiksituation resultierende Idee wurde noch im September 1904 realisiert: 12 Männer gründeten die genossenschaftliche „Porzellan- und Steingutmanufaktur Schlierbach“. Diese Manufaktur konnte jedoch, neben der Übermacht der großen Schwester mit 573 Mitarbeitern, nur bis Juli 1905 bestehen. Wenige erhaltene Stücke aus dieser Werkstatt behielten jedoch einen ganz besonderen Wert.

### Dolles Dorf
Im März 2015 war Schlierbach als „Dolles Dorf der Woche“ im Hessischen Rundfunk zu sehen.

## Freizeit und Sport

### Wandern
Durch Schlierbach führt eine der „Spessartfährten“: Brachttaler Steingut-Panorama. Es ist einer von neun Rundwanderwegen seiner Art und streift, bis auf Udenhain, alle Ortsteile Brachttals. Der Wanderweg ist rund 12 km lang, wird als leicht eingestuft und berührt viele Sehenswürdigkeiten der Kommune.

### Einrichtungen
Schlierbach verfügt auch über einen Sportplatz, auf dem vielfältige Aktivitäten stattfinden.

## Persönlichkeiten

### Töchter und Söhne des Ortes
- Paula Roesler (1875–1941), Lyrikerin und Künstlerin der Künstlergruppe Die Welle (Künstlergruppe)
- Alfred Höhn (* 1920), Maler, Träger des Kulturpreises der Gemeinde Brachttal 2002[38].
- Ute Knie (* 1950), evangelische Theologin und Pädagogin
- Curt Cress (* 1952), deutscher Schlagzeuger und Komponist

### Mit dem Ort verbundene Personen

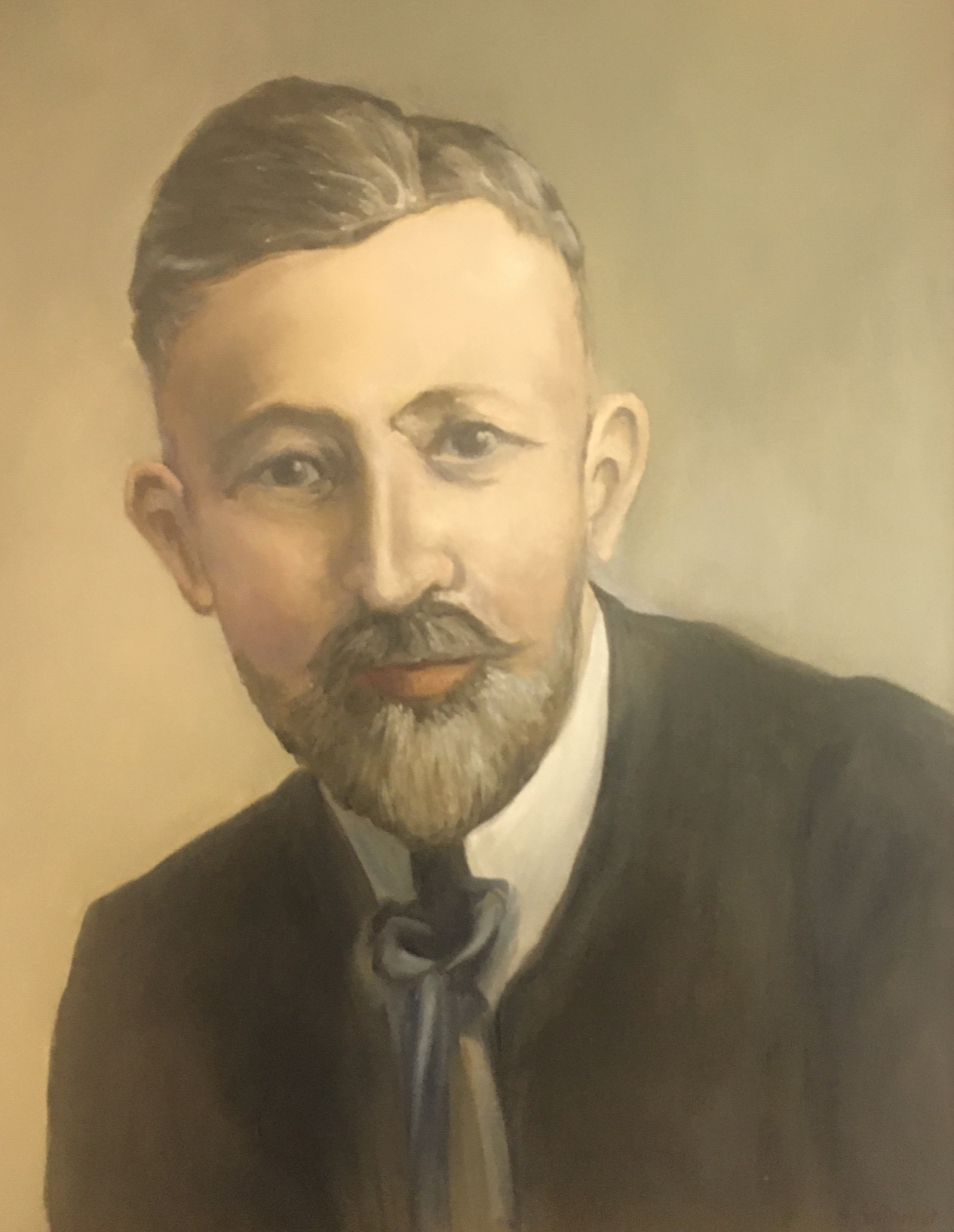
Christian Neureuther

- Adolf II. zu Ysenburg-Wächtersbach (1795–1859), war einer der Gründer der keramischen Fabrik
- Ferdinand Maximilian III. Graf (ab 1865 Fürst) zu Ysenburg und Büdingen
- Max Roesler (1840 in Regensburg–1922 in Rodach) hatte 1861–1874 die technische und kaufmännische Leitung der Waechtersbacher Keramik inne. Dort ist er auch als Förderer der Entwicklung von Schlierbach aufgetreten.
- Christian Neureuther (1868–1921), Kunstkeramiker, Erfinder des „Wächtersbacher Jugendstils“, Begründer des Keramischen Ateliers Wächtersbach.
- Dina Kuhn (1891–1963), Mitglied der Wiener Werkstätte, national und international vielfach ausgezeichnete Künstlerin, war ab 1938 als Dekorateurin und Modelleurin in der Waechtersbacher Manufaktur prägend tätig[39]
- Ursula Fesca (1900–1975), Keramikerin, in zwei kreativen Schaffensperioden (1931–1939 und 1947–1965) entwarf sie moderne, an den Bauhausstil angelehnte Keramiken für die Steingutfabrik Waechtersbach in Schlierbach
- Hans Horstmann (* 1922), Keramikmaler der Waechtersbacher Keramik. Er arbeitete auch mit Ursula Fesca zusammen.